# Héroe de leyenda
Héroe de leyenda es un mini-LP, primer trabajo del grupo zaragozano Héroes del Silencio, producido por Gustavo Montesano y arreglado por el propio grupo.
Este disco fue concebido después de que el productor Gustavo Montesano (Olé Olé) les viera tocar en la sala "En Bruto" y los pusiera en contacto con la discográfica EMI. La idea fundamental de este trabajo era una prueba, en la que la compañía apostaba con la grabación de este maxi.
El grupo comenzaba a captar la atención de los medios de comunicación zaragozanos; fueron teloneros del grupo La Unión y participaron en el recital de despedida de Alaska y Dinarama en Zaragoza. Además, habían participado en distintos concursos regionales y ya habían tocado en las Fiestas del Pilar. También asistieron al concurso "El Nuevo pop Español" y al Festival de Benidorm.
Cuando la compañía discográfica lanzó al mercado este trabajo, su meta era vender 5.000 copias. La venta de 30.000 copias constituyó toda una sorpresa, hazaña que ningún grupo local había podido lograr, ni siquiera el grupo Van Cyborg quienes ya tenían disco en las tiendas.
El impresionante número de copias vendidas de este EP, motivo a que EMI lanzara al mercado un segundo tiraje de este trabajo, cambiando la portada para hacerla más atractiva comercialmente.

## Lista de canciones
- Héroe de Leyenda (Versión Maxi)
- El Mar No Cesa
- La Lluvia Gris
- Héroe de Leyenda

- Datos: Q1756786